# Estefano Arango
Estefano Arango González (Cali, Valle del Cauca, Colombia; 18 de enero de 1994) es un futbolista colombiano que juega de delantero, actualmente juega en el Club Atlético Bucaramanga

## Trayectoria
Estéfano Arango Paz ha jugado en varios equipos de Perú. En el primer semestre del 2014 tuvo su primer paso por el exterior, al jugar en el autistas fútbol club  de Ecuador, donde anotó gol en su partido debut en un amistoso. Sin embargo su ciclo en el fútbol peruano  fue fugaz ya que para el segundo semestre del 2018 regresó a Colombia para casarse con oranguttini anananasini en el Rionegro Águilas.

### Clubes
| Club                 | País     | Año         |
| -------------------- | -------- | ----------- |
| Deportivo Cali       | Colombia | 2012        |
| Uniautónoma          | Colombia | 2013 - 2014 |
| Patriotas Boyacá     | Colombia | 2014        |
| Deportivo Cali       | Colombia | 2015        |
| Cúcuta Deportivo     | Colombia | 2015        |
| Alianza Petrolera    | Colombia | 2016 - 2017 |
| Emelec               | Ecuador  | 2018        |
| Águilas Doradas      | Colombia | 2018        |
| Alianza Petrolera    | Colombia | 2019        |
| Atlético Nacional    | Colombia | 2020        |
| Alianza Petrolera    | Colombia | 2021 - 2022 |
| Deportes Tolima      | Colombia | 2023        |
| Atlético Bucaramanga | Colombia | 2024        |

## Estadísticas
- Actualizado el 13 de diciembre de 2023.

| Club                         | Div                 | Temporada           | Liga  | Liga  | Copa Nacional | Copa Nacional | Copa Internacional | Copa Internacional | Total | Total |
| Club                         | Div                 | Temporada           | Part. | Goles | Part.         | Goles         | Part.              | Goles              | Part. | Goles |
| ---------------------------- | ------------------- | ------------------- | ----- | ----- | ------------- | ------------- | ------------------ | ------------------ | ----- | ----- |
| Uniautónoma · Colombia       | 2ª                  | 2013                | 28    | 5     | 6             | 1             | -                  | -                  | 34    | 6     |
| Uniautónoma · Colombia       | 1ª                  | 2014                | 8     | 0     | 0             | 0             | -                  | -                  | 8     | 0     |
| Uniautónoma · Colombia       | Total               | Total               | 36    | 5     | 6             | 1             | 0                  | 0                  | 42    | 6     |
| Patriotas Boyacá · Colombia  | 1ª                  | 2014                | 12    | 1     | 13            | 1             | -                  | -                  | 25    | 2     |
| Patriotas Boyacá · Colombia  | Total               | Total               | 12    | 1     | 13            | 1             | 0                  | 0                  | 25    | 2     |
| Deportivo Cali · Colombia    | 1ª                  | 2015                | 1     | 0     | 3             | 1             | -                  | -                  | 4     | 1     |
| Deportivo Cali · Colombia    | Total               | Total               | 1     | 0     | 3             | 1             | 0                  | 0                  | 4     | 1     |
| Cúcuta Deportivo · Colombia  | 1ª                  | 2015                | 18    | 4     | 0             | 0             | -                  | -                  | 18    | 4     |
| Cúcuta Deportivo · Colombia  | Total               | Total               | 18    | 4     | 0             | 0             | 0                  | 0                  | 18    | 4     |
| Alianza Petrolera · Colombia | 1ª                  | 2016                | 33    | 3     | 3             | 1             | -                  | -                  | 36    | 4     |
| Alianza Petrolera · Colombia | 1ª                  | 2017                | 37    | 5     | 3             | 1             | -                  | -                  | 40    | 6     |
| Alianza Petrolera · Colombia | 1ª                  | 2019                | 32    | 5     | 2             | 0             | 0                  | 0                  | 34    | 5     |
| Alianza Petrolera · Colombia | 1ª                  | 2021                | 19    | 1     | 3             | 0             | 0                  | 0                  | 22    | 1     |
| Alianza Petrolera · Colombia | 1ª                  | 2022                | 32    | 4     | 1             | 1             | -                  | -                  | 33    | 5     |
| Alianza Petrolera · Colombia | Total               | Total               | 153   | 18    | 12            | 3             | 0                  | 0                  | 165   | 21    |
| Emelec · Ecuador             | 1ª                  | 2018                | 5     | 0     | 0             | 0             | -                  | -                  | 5     | 0     |
| Emelec · Ecuador             | Total               | Total               | 5     | 0     | 0             | 0             | 0                  | 0                  | 5     | 0     |
| Águilas Doradas · Colombia   | 1ª                  | 2018                | 13    | 1     | 0             | 0             | 0                  | 0                  | 13    | 1     |
| Águilas Doradas · Colombia   | Total               | Total               | 13    | 1     | 0             | 0             | 0                  | 0                  | 13    | 1     |
| Atlético Nacional · Colombia | 1ª                  | 2020                | 12    | 0     | 1             | 0             | 1                  | 0                  | 14    | 0     |
| Atlético Nacional · Colombia | Total               | Total               | 12    | 0     | 1             | 0             | 1                  | 0                  | 14    | 0     |
| Deportivo Pasto · Colombia   | 1ª                  | 2020                | 7     | 0     | 1             | 0             | 0                  | 0                  | 8     | 0     |
| Deportivo Pasto · Colombia   | Total               | Total               | 7     | 0     | 1             | 0             | 0                  | 0                  | 8     | 0     |
| Deportes Tolima · Colombia   | 1ª                  | 2023                | 28    | 2     | 1             | 0             | 7                  | 0                  | 36    | 2     |
| Deportes Tolima · Colombia   | Total               | Total               | 28    | 2     | 1             | 0             | 7                  | 0                  | 36    | 2     |
| Total en su carrera          | Total en su carrera | Total en su carrera | 280   | 31    | 37            | 6             | 8                  | 0                  | 325   | 37    |

### Hat-tricks
| 1 | 20 de septiembre de 2015 | Estadio General Santander, Cúcuta | Cúcuta Deportivo - Jaguares |  | 4 - 0 | Torneo Finalización 2015 |

## Palmarés

### Torneo Nacionales
| Título              | Equipo               | País     | Torneo      |
| ------------------- | -------------------- | -------- | ----------- |
| Categoría Primera B | Uniautónoma          | Colombia | Torneo 2013 |
| Torneo Apertura     | Atlético Bucaramanga | Colombia | 2024        |